# Orvillers-Sorel
Orvillers-Sorel é uma comuna francesa na região administrativa de Altos da França, no departamento de Oise. Estende-se por uma área de 8,51 km². Em 2010 a comuna tinha 580 habitantes (densidade: 68,2 hab./km²).